# Charaxes lunigera
Charaxes lunigera är en fjärilsart som beskrevs av Rothschild 1900. Charaxes lunigera ingår i släktet Charaxes och familjen praktfjärilar. Inga underarter finns listade i Catalogue of Life.